# Circuit Switched Data
Circuit Switched Data (CSD) — технология передачи данных, разработанная для мобильных телефонов стандарта GSM. CSD использует один временной интервал для передачи данных на скорости 9,6 кбит/с в подсистему сети и коммутации (Network and Switching Subsystem NSS), где они могут быть переданы через эквивалент нормальной модемной связи в телефонную сеть.
Является 2G интернетом.
До появления CSD передача данных через мобильный телефон выполнялась за счёт использования модема (такого же, что и в компьютерах), либо встроенного в телефон, либо присоединённого к нему. Из-за ограничений по качеству аудиосигнала, такие системы имели максимальную скорость передачи данных равную 2,4 кбит/с. В то же время, использование в GSM сжатия звука, ориентированного на речь, фактически означает, что скорость передачи данных с использованием такого модема, подсоединённого к телефону, будет даже ниже, чем в традиционных аналоговых системах. С появлением цифровой передачи данных в GSM, CSD предоставил практически прямой доступ к цифровому сигналу, позволяя достичь более высоких скоростей.
CSD-вызов работает очень похоже на обычный голосовой вызов в GSM сетях. Выделяется единичный временной интервал между телефоном и базовой станцией. Выделенный «подвременной интервал» (16 кбит/с) устанавливается между базовой станцией и транскодером, и, наконец, другой временной слот (64 кбит/с) выделяется для передачи данных между транскодером и центром коммутации: Mobile Switching Centre (MSC).
В MSC возможно преобразование сигнала в аналоговую форму и кодирование его с помощью PCM. Также возможно использование цифрового сигнала по стандарту ISDN и передача его на сервер удалённого доступа.
Передача данных в сети GSM была улучшена с момента появления CSD. По состоянию на 2024-й год, многие GSM-операторы предоставляют услугу CSD. Поскольку максимальная скорость передачи данных для единичного временного интервала составляет 9,6 кбит/с, многие операторы выделяют два и более временных слота для вызовов CSD.
При этом уже эту услугу отменяют в пользу 2G (GPRS, EDGE), 3G, HSDPA, H+, 4G, LTE и т.д, так как скорость этих сетей выше при более выгодной стоимости. Несмотря на устаревание технологии, некоторые операторы создают новые M2M тарифы с поддержкой CSD.

## Развитие технологии
HSCSD (англ. High-Speed Circuit-Switched Data) — система, основанная на тех же принципах, что и CSD, но разработанная для предоставления более скоростной связи. Скорость увеличена до 57,6 Кбит/с.
ECSD — передача данных по технологии EDGE по каналу CSD.
С другой стороны, GPRS (англ. General Packet Radio Service) предоставляет уже пакетную передачу данных непосредственно с мобильного телефона. И, собственно, EDGE (англ. Enhanced Data Rates for GSM Evolution) и UMTS (англ. Universal Mobile Telecommunications System) предоставляют доступ с гораздо более высокими скоростями передачи данных, но по-прежнему совместимы со стандартом GSM.